# François de Tessan
 (juin 2024).
Si vous disposez d'ouvrages ou d'articles de référence ou si vous connaissez des sites web de qualité traitant du thème abordé ici, merci de compléter l'article en donnant les références utiles à sa vérifiabilité et en les liant à la section « Notes et références ».
François de Tessan (François-Jules-Armand-Delphin Dortet de L'Espigarié de Tessan), issu d'une famille de l'aristocratie cévenole, du Vigan, est un journaliste, homme de lettres et homme politique radical-socialiste français, né le 16 février 1883 à Saint-Hilaire-du-Harcouët (Manche) et mort en déportation le 24 avril 1944 à Buchenwald (Allemagne).

## Biographie
Il fait son service militaire et termine sa licence de lettres en 1903 puis part l'année suivante aux États-Unis pour une étude sur les mouvements féministes. En 1906, il devient correspondant de presse en poste à Londres où il se lie d'amitié avec Maurice Dekobra.
En 1908, il fréquente les milieux de Montmartre et quelques-uns de ses poèmes sont mis en musique. 
Grand reporter (1909-1914), il est journaliste du journal La liberté, correspondant du journal Le Matin à New-York et est alors très lié au milieu franco-américain de San Francisco. En 1910, il se marie avec Suzanne Verdier qui sera la dernière héritière de la City of Paris, grand magasin de San Francisco aujourd'hui repris par le groupe Neiman Marcus.
Il est nommé en 1913 secrétaire général de la section française de l’Exposition Panama Pacific,

## Mobilisation et aide de camp du maréchal Joffre

Le Lieutenant De Tessan derrière le Maréchal Joffre.

Il est mobilisé comme sergent lorsqu' éclate la Première Guerre mondiale. Il la termine capitaine (démobilisé) en 1919. Aide de camp du maréchal Joffre lors de la mission Viviani-Joffre en 1917, il rend compte de cette mission dans tous les médias français ou américains. 
Très proche de l'état-major du général commandant les forces américaines en France, Pershing, il restera après guerre le porte-parole des milieux franco-américains.
En 1920, il repart en mission en Indochine avec le maréchal Joffre. Il devient un spécialiste des Affaires Étrangères, présent dans nombre de négociations, conférences ou traités, des  régions libérées au accords de Montreux... Comme d'autres à cette l'époque (Albert Sarraut, Léon Blum), ses analyses de la situation coloniale en Indochine ou Afrique du nord rendent compte de la nécessité de profondes réformes  pour sauvegarder l' " Empire Français " dès 1919.

## Homme politique et Résistant: mort pour la France
Élu député du parti radical en 1928, il fait partie du groupe des jeunes turcs élus cette année-là comme député de Seine-et-Marne (Meaux - 2e circonscription) (1928-1942). Il devient aussi sous-secrétaire d'État au ministère du Travail et de la Prévoyance sociale du gouvernement Joseph Paul-Boncour (décembre 1932 - janvier 1933), sous-secrétaire d'État aux Affaires étrangères du gouvernement Albert Sarraut (1) (octobre - novembre 1933), sous-secrétaire d'État aux Affaires étrangères du gouvernement Camille Chautemps (2) (novembre 1933 - janvier 1934) et délégué de la France à la Société des Nations (SDN).
Sous-secrétaire d'État à la présidence du conseil du gouvernement Léon Blum (1) (de novembre 1936 à mai 1937), Président du Conseil général de Seine-et-Marne (octobre 1937- jusqu'à sa dissolution par le gouvernement de Vichy), sous-secrétaire d'État aux Affaires étrangères du gouvernement Camille Chautemps (3) (juin 1937 - janvier 1938), sous-secrétaire d'État aux Affaires étrangères du gouvernement Camille Chautemps (4) (janvier - mars 1938), il est encore sous-secrétaire d'État à la présidence du conseil du gouvernement Léon Blum (2) (mars - avril 1938).
Franc-maçon initié aux États-Unis pendant son séjour en Californie en 1912, il rencontra lors d'une convention maçonnique américaine Franklin D. Roosevelt qui devint son ami. Madame Roosevelt viendra à plusieurs reprises à Nanteuil-les-Meaux où résidait François de Tessan. Il fréquente nombre de clubs et loges à Paris et à Meaux entre les deux guerres.[réf. nécessaire]
Il est parmi ceux qui dénoncent l'accord de Munich et déclara alors qu'il préfère que la France puisse un temps, s'allier à l'URSS (qui est pourtant un État communiste) afin de combattre les pays fascistes, comme l'Allemagne nazie ou l'Italie.
Entré en résistance,  il est arrêté sur dénonciation à Évaux-les-Bains (Creuse) fin novembre 1942. Il est transféré le 12 janvier 1943 au camp de Compiègne-Royaldieu et est ensuite déporté seulement en janvier 1944 en Allemagne, au camp de Buchenwald. François de Tessan officier de la légion d'honneur pour ses activités en tant que résistant, est "mort pour la France" de maladie et d'épuisement en avril 1944.

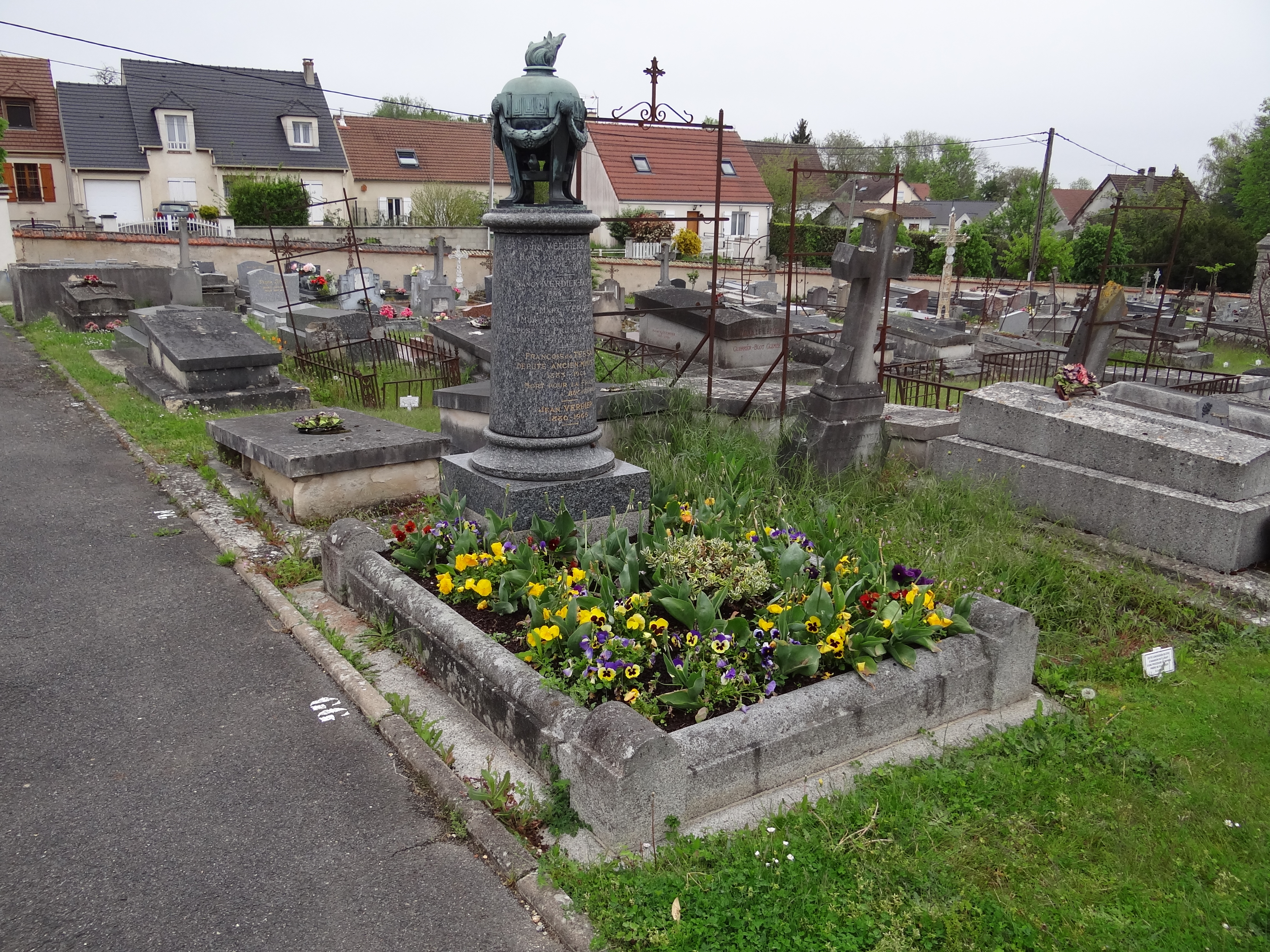
Le monument à François de Tessan au cimetière de Nanteuil-les-Meaux (Seine-et-Marne).

En souvenir de ses actions de résistant, une colonne, surplombée d'une flamme symbole de l'âme, fut édifiée sur la concession de la famille Verdier dans le cimetière de Nanteuil-les-Meaux (77).

## Œuvres
- Promenade au far-west, Plon, 1912
- Quand on se bat, Plon, 1916
- Notes d'un témoin, Les Grands Jours de France en Amérique, Mission Viviani-Joffre (Avril-Mai 1917), Paris, Plon, 1917,
- Les grands jours de France en Amérique, 1917
- Par les chemins japonais: essais sur le vieux Japon, Plon, 1918
- De Verdun au Rhin, Renaissance du Livre, 1918-1919
- « Beautés américaines » in L'ILLUSTRATION, 3 Décembre 1921
- « S.M. Kha-Dinh, empereur d'Annam » in La Revue de Paris, 29e année, no 13, 1922
- « L'éducation financière des annamites » in L'Opinion, 11 mars 1922
- Dans l'Asie qui s'éveille : essais indochinois, Paris : la Renaissance du livre, DL 1922, prix Auguste-Furtado de l’Académie française en 1924
- « Les Chinois en Indochine » in La Revue de Paris, 15 mai 1922 ; in l'Asie qui s'éveille, 1923
- Le Japon mort et vif, Baudinière, 1928
- Le Président Hoover et la politique américaine, 1931
- Franklin Roosevelt, Baudinière, 1932
- Le Drame espagnol, 1936
- Voici Adolf Hitler, Flammarion, 1936
- Loti en Amérique. Bois de Dignimont, s. d.

## Hommages
- Une avenue de Nanteuil-les-Meaux porte son nom.
- Une école élémentaire de Nanteuil-les-Meaux porte son nom.
- Une école élémentaire de Dammarie-les-Lys[8]  porte son nom.
- Une rue François de Tessan à Ozoir-la-Ferrière (Seine-et-Marne).
- Une place François de Tessan à Châteaudun (Eure-et-Loir).

## Décorations
- Officier de la Légion d'honneur
- Croix de guerre 1914–1918